# Історія освоєння мінеральних ресурсів Болівії

Болівія. Рудник «Корокоро» (фото кінці XIX ст.)

До завоювання Америки в XV ст. індіанці володіли технологією виготовлення бронзи, розробляли родовища руд міді в Корокоро (деп. Ла-Пас), Турко, та олова в районі Ла-Пас, що давало можливість виготовляти бронзові знаряддя. Крім того, видобували золото, срібло, свинець.
У XVI ст. з приходом європейських завойовників основна увага приділялася видобутку золота та срібла. У 1546 р. засноване м. Потосі, яке стало важливим центром видобутку срібла. У 1545—1600 рр. родовища Потосі давали 50 % світового видобутку срібла. З 1595 р. почали експлуатуватися шахти поблизу Оруро.
Новий етап розвитку гірничої промисловості настав у кінці XIX — на початку XX ст., коли починають розробляти мідні руди, а також багаті поклади олова — основного багатства країни. Наприкінці XIX ст. значний видобуток міді (до 3-х тис. т щорічно) отримували на руднику «Корокоро» поблизу озера Тітікака в Кордильєрах, який був споруджений на високості 4050 м над рівнем Тихого океану. У 1903 р. на горі Сальвадор ввели в експлуатацію шахту олова «Катаві», яка в 1924 р. стала найбільшою шахтою у світі. У 1908 розпочато видобуток руд вольфрам у, у 1911 — поліметалевих руд (свинець, цинк). З 1929 р. розвивається нафтогазовидобуток.
З початку XX ст. і до середини 1980-х років головну роль у розвитку болівійської економіки відігравав видобуток олова. До 1952 р. розробки олова контролювалися приватним капіталом. З часу націоналізації у 1952 р. державними рудниками управляла корпорація Corporacion Minera de Bolivia (Comibol) — Корпорасьон мінера де Болівія (Комібол), якій були передані 2/3 гірничої промисловості Болівії. Підвищення цін на мінеральну сировину на світових ринках в кінці 1960-х сприяло підйому гірничодобувної промисловості Болівії, яка довгий час знаходилася в стані занепаду. Починаючи з середини 1970-х додатковий імпульс розвитку економіки надавав також експорт надлишків нафти і природного газу. Однак в кінці 1970-х на стані гірничодобувної промисловості стало несприятливо позначатися виснаження родовищ, нестача інвестицій, страйки і політична нестабільність. У 1970-і роки обсяг видобутку олова постійно знижувався, а в 1980-х сталося його різке падіння, пов'язане зі зниженням цін на олово на світових ринках. У 1980-і роки роль найважливішої мінеральної сировини перейшла від олова до цинку, виробництво якого зросло більш ніж в 5 разів за період 1985—1992 рр. Крім свинцю і цинку, Болівія експортує срібло, золото, свинець, стибій і вольфрам . У 1986 р. був створений Центр досліджень і розвитку гірничої промисловості (Centre for Mining Studies and Development CEMYD), який, зі схвалення Міністерства гірничої промисловості, провів всебічний аналіз ситуації в компанії Comibol і у 1990 р. запропонував план реформування галузі. У середині 1990 р. уряд Болівії ухвалив стратегічні рішення, які враховували деякі рекомендації CEMYD. Було звільнено до 30 % співробітників центрального апарату Comibol і 75 % співробітників п'яти підрозділів компанії. Comibol була перетворена на холдингову компанію і почато активне залучення національного й іноземного приватного капіталу для створення спільних підприємств. У 1995 р. на частку руд металів припадало майже 40 % болівійського експорту. Видобуток руд являє собою традиційну галузь болівійської індустрії.
У структурі сучасної гірничої промисловості Болівії 1-е місце займає видобуток руд олова, потім видобуток нафти і газу, стибію і вольфрам у, поліметалів. Крім того, видобувають руди золота, срібла, антимоніту.
Підготовку кадрів гірничо-геологічного профілю здійснюють в університетах міст Ла-Пас (1830 р.), Кочабамба (1832 р.), Тариха (1946 р.) і інш.